# Rob Rijnink
Rob Rijnink (Amsterdam, 2 oktober 1965) is een voormalig Nederlands voetballer die bij voorkeur inzetbaar was als middenvelder of als rechtervleugelverdediger.

## Carrière
Rijnink doorliep de jeugdopleiding van AFC Ajax waar hij gold als een veelbelovend talent. Hij werd diverse malen geselecteerd voor vertegenwoordigende jeugdelftallen en werd in de loop van het seizoen 1984-85 op 19-jarige leeftijd door trainer Aad de Mos toegevoegd aan de Ajax-selectie. Op 7 oktober 1984 maakte hij zijn competitiedebuut in de thuis met 7-2 gewonnen wedstrijd tegen Go Ahead Eagles, als invaller voor Gerald Vanenburg. In zijn tweede competitiewedstrijd op 24 maart 1985 scoorde Rijnink, spelend met rugnummer 14, vier minuten na zijn invalbeurt voor Rob de Wit in de uitwedstrijd bij Fortuna Sittard zijn eerste doelpunt namens Ajax en leverde de assist bij de 0-2. Een echte doorbraak bleef echter uit. In maart 1987 werd de Amsterdammer verhuurd aan Roda JC waar hij slechts twee wedstrijden in actie kwam. In december 1987 was hij even op proef bij AZ, maar de Alkmaarders zagen af van een contract. In de zomer van 1988 liet Ajax hem transfervrij vertrekken, waarna Rijnink uiteindelijk bij VVV belandde. Daar sloot hij twee jaar later zijn profloopbaan af.

## Trivia
Hij is een neef van Donny Rijnink, eveneens een voormalig profvoetballer.

## Clubstatistieken
| seizoen | club     | land      | competitie     | duels | goals |
| ------- | -------- | --------- | -------------- | ----- | ----- |
| 1984/85 | AFC Ajax | Nederland | Eredivisie     | 2     | 1     |
| 1985/86 | AFC Ajax | Nederland | Eredivisie     | 16    | 3     |
| 1986/87 | AFC Ajax | Nederland | Eredivisie     | 0     | 0     |
| 1986/87 | Roda JC  | Nederland | Eredivisie     | 2     | 1     |
| 1987/88 | AFC Ajax | Nederland | Eredivisie     | 0     | 0     |
| 1988/89 | VVV      | Nederland | Eredivisie     | 15    | 1     |
| 1989/90 | VVV      | Nederland | Eerste Divisie | 11    | 0     |
| Totaal  | Totaal   | Totaal    | Totaal         | 46    | 6     |